# رز ماری (خواننده)
رز ماری (انگلیسی: Rose Marie؛ زاده ۱۵ اوت ۱۹۲۳ – درگذشته ۲۸ دسامبر ۲۰۱۷) هنرپیشه و خواننده اهل ایالات متحده آمریکا بود. از فیلم‌های او می‌توان به روانی (۱۹۹۸) و گمشده و پیداشده اشاره کرد.